# Emiliano Díaz Castro
Emiliano Díaz Castro (Fasnia, Tenerife, 1 de mayo de 1901 - México D.F., 23 de febrero de 1981) fue un abogado y político español.

## Biografía
Licenciado en Derecho por la Universidad de La Laguna, militante del Partido Socialista Obrero Español (PSOE) desde 1917, formando parte del sector caballerista. Fundó la agrupación socialista tinerfeña que presidió durante la Segunda República y fue miembro de la logia masónica "Añaza nº 270". Fue candidato del PSOE a diputado en las elecciones generales de 1933, sin obtener escaño. Fue detenido en 1933 y acusado sin pruebas de fomentar la violencia en sus actos públicos en la población de Hermigua, donde un enfrentamiento entre obreros y Guardia Civil produjo dos muertos entre las fuerzas del orden. Fue puesto en libertad sin cargos poco después. De los 36 acusados, cinco fueron condenados a muerte aunque estas penas no serían ejecutadas, porque los condenados pudieron beneficiarse de la amnistía otorgada por la Ley de 24 de abril de 1934 más tarde en 1936 desaparecieron al poco de ocupar los sublevados la población en la Guerra Civil. También fue detenido por su participación en la revolución de 1934. Fue elegido diputado en las elecciones de 1936 dentro de la candidatura del Frente Popular. Cuando se produjo el golpe de Estado de julio de 1936 que dio origen a la Guerra Civil se encontraba de viaje en barco desde Canarias a Barcelona. Cuando llegó a destino, ocupada Canarias por los sublevados, permaneció en Cataluña donde presidió la agrupación socialista de los refugiados canarios de la guerra, junto con Guillermo Ascanio creó el Batallón Canarias del Quinto Regimiento y ocupó diversos puestos de responsabilidad pública como abogado del Estado y agregado civil del Estado Mayor Central.
Finalizada la guerra se exilió en Francia y, después, en México, donde creó y gestionó la librería Nivaria al no poder ejercer su profesión. Una calle de su localidad natal lleva su nombre.